# ابو رشید نیشابوری
سعید بن محمد نیشابوری (تولد ۳۴۵  قمری /درگذشت ۴۱۵) شناخته شده به ابورشید نیشابوری، محدث، متکلم و دانشمند مسلمان در سده چهارم و پنجم هجری قمری بود.

## آثار
- التذکره
- الجزء
- المسائل فی الخلاف بین البصرئین والبغدادئین
- النقص علی اصحاب الطبائع
- دیوان الاصول
- زیادات الشرح
- مسائل الخلاف بیننا و بین المشبههٔ والمجبرهٔ والخوارج والمرجئه